# Pistola (moneda)

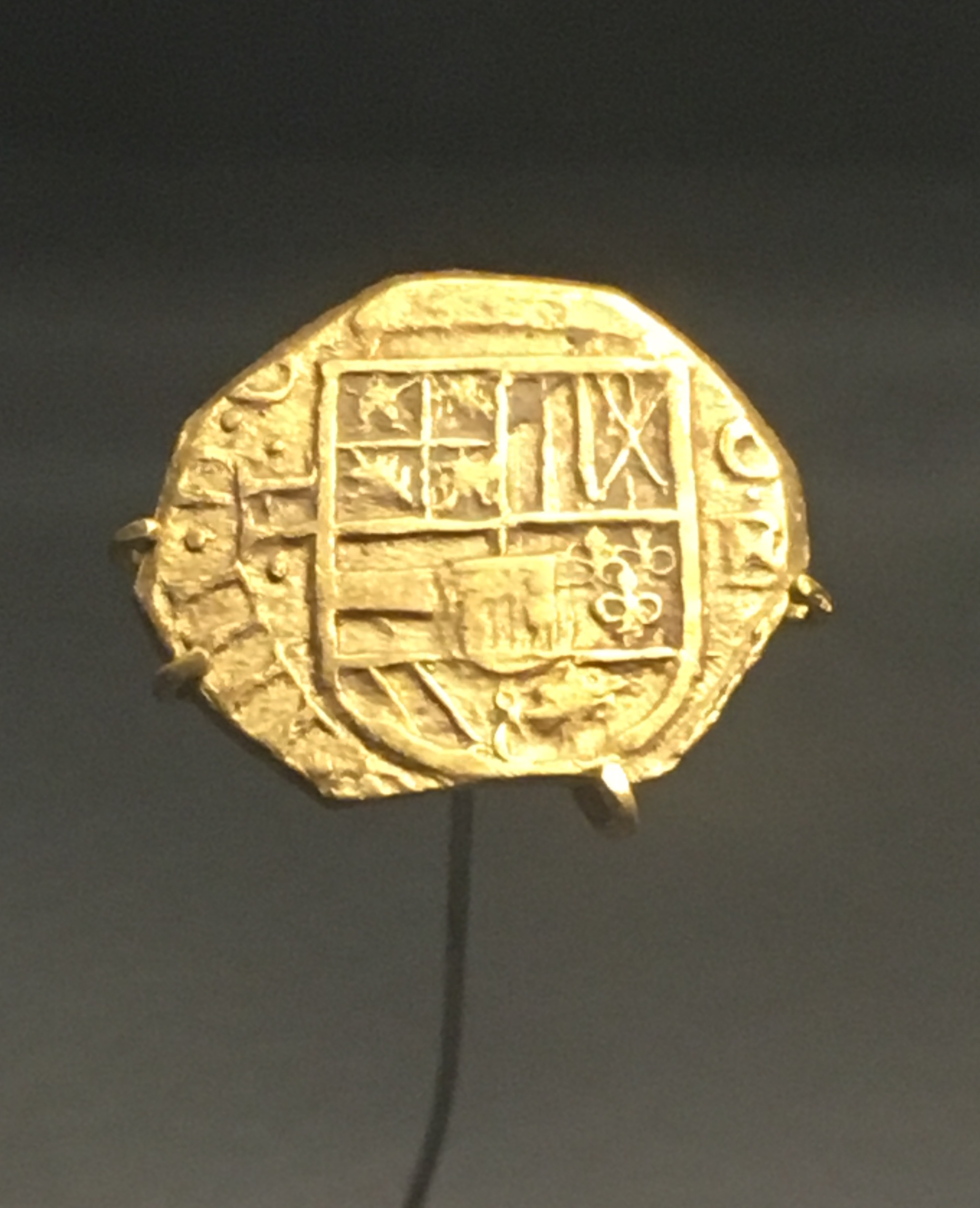
Moneda de oro de 2 escudos de Felipe IV acuñada en 1630. En exhibición en la Casa de la Moneda de Bogotá.

Pistola es el nombre italiano dado a una moneda de plata española usada en 1537; era el doble de un escudo, moneda de oro. También se dio ese nombre al luis de oro de Luis XIII y a otras monedas de oro europeas con un valor similar a la moneda española. Una pistola equivalía aproximadamente a diez libras francesas.
En la novela Los tres mosqueteros, de Alexandre Dumas, cuya acción transcurre en la década de 1620, cuando Athos negocia por un caballo para ir al Asedio de La Rochelle, se muestra que 100 pistolas equivalen a mil libras de Tours. Como tres libras equivalían a un escudo francés, cien pistolas eran 333,3 escudos franceses.
Una moneda con ese nombre se acuñó en Escocia en 1701, en el reinado de Guillermo III de Inglaterra, con un peso de 106 granos (6,84g aprox.) y un valor de 12 libras escocesas.
Esta moneda dio nombre a la ciudad de Trois-Pistoles en Quebec, donde según la leyenda local, un explorador perdió en el río una copa que valía tres pistolas.